# 拉斯洛马斯 (奇里基省)
拉斯洛马斯是巴拿马奇里基省大卫区的一个城市。 该市面积为76.6平方（29.6平方英里），2010年时人口为18,769，故其人口密度为245.1名居民每平方（635名居民每平方英里）。 1990年时人口为10,615，2000年时人口为13,683。